# خود بهبودی بازگشتی
خود بهبودی بازگشتی (RSI) فرآیندی است که در آن یک سیستم هوش عمومی مصنوعی (AGI) اولیه یا ضعیف، بدون دخالت انسان، قابلیت‌ها و هوش خود را بهبود می‌بخشد و منجر به انفجار هوش یا ابرهوشی می‌شود.
توسعه خود بهبودی بازگشتی نگرانی‌های اخلاقی و ایمنی قابل توجهی را ایجاد می‌کند، زیرا چنین سیستم‌هایی ممکن است به روش‌های غیرقابل پیش‌بینی تکامل یابند و به‌طور بالقوه می‌توانند از کنترل یا درک انسان پیشی بگیرند. تعدادی از طرفداران این ایده، به دلیل خطرات احتمالی سیستم‌های هوش مصنوعی از کنترل خارج شده، تلاش کرده‌اند که توسعه هوش مصنوعی را متوقف یا کند کنند.

## بهبوددهندهٔ هسته
مفهوم معماری «بهبود دهنده هسته» یک چارچوب اساسی است که یک سیستم AGI را به قابلیت‌های اولیه مورد نیاز برای خود-بهبودی بازگشتی مجهز می‌کند. این ممکن است در اشکال یا انواع مختلفی باشد.
اصطلاح Seed AI توسط Eliezer Yudkowsky ابداع شد.
مثال فرضی
این مفهوم با یک «بهبود دهنده هسته» فرضی آغاز می‌شود، یک پایه کد اولیه که توسط مهندسان انسانی توسعه یافته است و مدل زبان بزرگ (LLM) پیشرفته آتی را مجهز به قابلیت‌های قوی یا در سطح تخصصی برای برنامه‌نویسی نرم‌افزار می‌کند. این قابلیت‌ها شامل برنامه‌ریزی، خواندن، نوشتن، کامپایل، تست و اجرای کد دلخواه است. این سیستم به گونه ای طراحی شده است که اهداف اصلی خود را حفظ کند و اعتبارسنجی‌های لازم برای اطمینان از عدم کاهش توانایی‌های آن در طول تکرارها را انجام دهد.
معماری اولیه
معماری اولیه شامل یک عامل مستقل دنبال کننده هدف است که می‌تواند اقداماتی انجام دهد، به‌طور مداوم یاد بگیرد، خود را تطبیق دهد و خود را اصلاح کند تا در دستیابی به اهدافش کارآمدتر و موثرتر شود.
بهبود دهنده هسته ممکن است شامل اجزای مختلفی باشد مانند:
حلقه خودکار بازگشتی: پیکربندی برای فعال کردن LLM برای اینکه به صورت بازگشتی خود را برای دستیابی به یک کار یا هدف معین درخواست کند، یک حلقه اجرا ایجاد می‌کند که اساس عاملی را تشکیل می‌دهد که می‌تواند یک هدف یا وظیفهٔ طولانی مدت را از طریق تکرار انجام دهد.
قابلیت‌های اصلی برنامه‌نویسی: بهبود دهنده هسته به AGI توانایی‌های اساسی برای خواندن، نوشتن، کامپایل، تست و اجرای کد را می‌دهد. این امر، سیستم را قادر می‌سازد تا پایگاه کد و الگوریتم‌های خود را اصلاح و بهبود بخشد.
طراحی هدف گرا: AGI با یک هدف اولیه برنامه‌ریزی شده است، مانند «خود بهبودیِ قابلیت‌های خود». این هدف، اقدامات و مسیر توسعه سیستم را هدایت می‌کند.
پروتکل‌های اعتبارسنجی و آزمایش: مجموعه اولیه آزمایش‌ها و پروتکل‌های اعتبارسنجی که تضمین می‌کند عامل در قابلیت‌های خود پسرفت نمی‌کند یا خود را از مسیر خارج نمی‌کند. عامل می‌تواند آزمایش‌های بیشتری را به منظور آزمایش قابلیت‌های جدیدی که ممکن است برای خود ایجاد کند اضافه کند. این اساس نوعی تکامل خودگردان را تشکیل می‌دهد، جایی که عامل می‌تواند نوعی انتخاب مصنوعی انجام دهد و نرم‌افزار و همچنین سخت‌افزار خود را تغییر دهد.
قابلیت‌های عمومی:
این سیستم نوعی برنامه‌نویس کامل تورینگ را تشکیل می‌دهد که در تئوری می‌تواند هر نوع نرم‌افزاری را توسعه دهد و اجرا کند. عامل ممکن است از این قابلیت‌ها برای مثال استفاده کند:
ایجاد کردن ابزارهایی که دسترسی کامل به اینترنت را امکان‌پذیر می‌کند و خود را با فناوری‌های خارجی ادغام می‌کند.
کلون کردن/انشعاب دادن خود برای واگذاری وظایف و افزایش سرعت خود بهبودی.
تغییر دادن معماری شناختی خود جهت بهینه‌سازی و بهبود قابلیت‌ها و میزان موفقیت در وظایف و اهداف. این امر، ممکن است شامل پیاده‌سازی ویژگی‌هایی برای حافظه‌های بلندمدت با استفاده از تکنیک‌هایی مانند بازیابی نسل افزوده(RAG)، توسعه زیرسیستم‌های تخصصی یا عواملی که هر کدام برای موارد خاصی از وظایف و توابع بهینه شده‌اند، باشد.
توسعه دادن معماری‌های چندوجهی جدید و بدیع که قابلیت‌های مدل پایه‌ای که در ابتدا بر اساس آن ساخته شده بود را بهبود بخشد و آن را قادر سازد تا اطلاعات مختلفی مانند تصاویر، ویدئو، صدا، متن و غیره را مصرف یا تولید کند.
برنامه‌ریزی کردن و توسعه دادن سخت‌افزار جدید مانند تراشه‌ها، به منظور بهبود کارایی و قدرت محاسباتی آن.

## آزمایش ها
تعدادی آزمایش برای توسعه معماری عامل خود بهبودی انجام شده است.